# Arthur Goldberg
Arthur Joseph Goldberg, född 8 augusti 1908 i Chicago i Illinois, död 19 januari 1990 i Washington, D.C., var en amerikansk jurist och ämbetsman.

## Biografi
Arthur Goldberg var bland annat verksam som USA:s arbetsminister (1961–1962), domare i USA:s högsta domstol (1962–1965) och USA:s FN-ambassadör (1965–1968). Han var också under många år fackföreningsjurist och medverkade i sammanslagningen av fackföreningarna CIO och AFL 1955. Han tilldelades Presidentens frihetsmedalj 1978.